# Клюненко, Андрей Степанович
Андрей Степанович Клюненко (25 ноября [8 декабря] 1905, Грушевка, Херсонская губерния — 1992, Запорожье) — советский хозяйственный, государственный и политический деятель.

## Биография
Родился в 1905 году в селе Грушевка. 
С 1918 года — на хозяйственной, общественной и политической работе. В 1918—1980 гг. — пастух, батрак, участник Гражданской войны, комсомольский активист, организатор колхозов, редактор районной газеты «Червоный шлях», областной одесской газеты «Черноморская коммуна», участник Великой Отечественной войны, агитатор Политотдела 18-й армии, редактор областной газеты «Запорожская правда», главный редактор газеты «Индустриальное Запорожье».
Делегат XXIV съезда КПСС.
Умер в Запорожье 25 апреля 1991 года.